# Det bästa av allt
Det bästa av allt (vertaling: Het beste van alles) is een lied gecomponeerd door Johan Halvorsen. Het lied waarvan alleen nog een manuscript aanwezig is, is opgedragen aan Elise Svendsen. Elise Svendsen was de vrouw van Sigrid Johan Svendsen, een zoon van de componist Johan Svendsen. Johan Svendsen was volgens Halvorsen zijn grote voorbeeld. Het is niet bekend of het ooit uitgevoerd is.